# Catadmán
Catadmán, antes conocida como Katagmán,  es un barrio (Barangay Catadman) de la ciudad de Surigao  situado en una isla adyacente al noroeste de la de Mindanao. Forma parte de  la provincia de Surigao del Norte  en la Región Administrativa de Caraga, también denominada Región XIII. Para las elecciones está encuadrado en el Segundo Distrito Electoral.

## Geografía
Catagmán se encuentra 14 kilómetros al norte de la ciudad  en el extremo norte, en su término se encuentra cabo Agukán,  de la isla de Hikdop. Esta isla  está situada  al sur de la bahía de Aguasán, al este del estrecho de Surigao y al norte del canal de Hinatuán.
Su término, que cuenta con una extensión superficial de 0.5376 km², linda al norte con la bahía de Aguasán; al sur con los barrios de Sidlakán y de Libuac; al este con la isla de Sibale; y al oeste con la isla de Danaguán en el estrecho de Suriagao.

### Población
El año 2000 contaba este barrio con 486 habitantes que ocupaban  90 hogares. En 2007 son 369 personas, 385 en 2010.

## Historia
A finales del siglo XIX  formaba parte del  Tercer Distrito o provincia de Surigao: Con sede en la ciudad de Surigao comprendía  el NE. y Este de la isla de Mindanao y, además, las de Bucas, Dinágat, Ginatúan, Gipdó, Siargao, Sibunga y varios islotes entre los que se encontraba Hikdop.